# Остаться
«Остаться» (англ. Remain) — будущий американский романтический триллер режиссёра М. Найт Шьямалана по его же сценарию. Фильм основан на идее, которую он придумал вместе с Николасом Спарксом, который отдельно напишет роман на основе той же истории. В фильме снимаются Джейк Джилленхол, Фиби Дайневор и Эшли Уолтерс.
Премьера запланирована на 23 октября 2026 года.

## Сюжет
Нью-йоркский архитектор Тейт Донован отправляется на Кейп-Код, чтобы спроектировать летний дом для своего лучшего друга, стремящегося начать жизнь с чистого листа после лечения от острой депрессии. Все еще оплакивая смерть своей сестры, он встречает Рен, молодую женщину, которая нарушает его тщательно выстроенный мир.

## В ролях
- Джейк Джилленхол — Тейт Донован
- Фиби Дайневор — Рен
- Эшли Уолтерс

## Производство
В январе 2025 года стало известно, что М. Найт Шьямалан станет сценаристом и режиссером сверхъестественного романтического триллера, основанного на его идее и Николаса Спаркса, который напишет роман на основе сюжета фильма. Джейк Джилленхол получил главную роль, кинокомпания Warner Bros. Pictures приобрела права на прокат фильма. По словам Спаркса, его менеджер поручил ему разработать «оригинальный сюжет, который, по вашему мнению, подойдет для аудитории [Шьямалана] и вашей — и он сделает то же самое». Поделившись своими идеями на первой встрече, они решили продолжить историю Шьямалана.
В начале 2025 года к актёрскому составу присоединились Фиби Дайневор и Эшли Уолтерс. В апреле 2025 года фильм получил название Remain.
Съёмки начались 18 июня 2025 года. Съёмки проходили в штате Род-Айленд, в том числе в муниципалитетах Бристоль, Провиденс и Уоррен. Съёмки должны завершиться 8 августа. Среди мест съемок — исторический арсенал Крэнстон-стрит в Провиденсе, за аренду которого с мая по ноябрь компания Шьямалана Blinding Edge Pictures платила 10 000 долларов в месяц. Съёмочная группа переехала в арсенал 1 мая.
Премьера запланирована на 23 октября 2026 года.